# Carolina Augusta van Bourbon-Sicilië

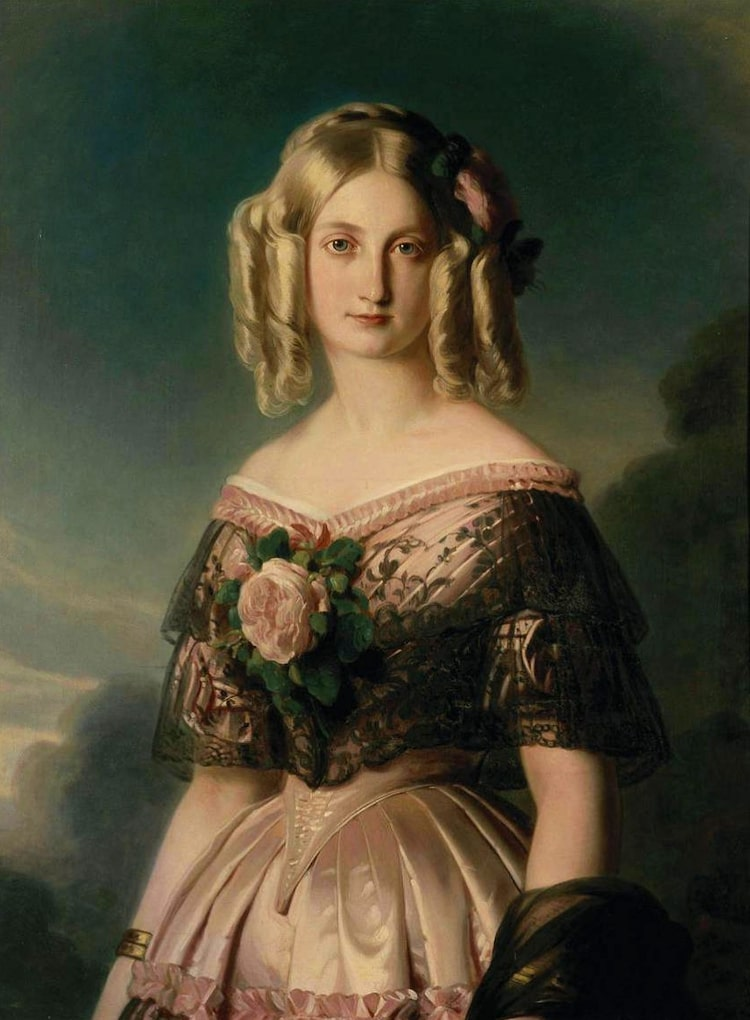
Prinses Carolina Augusta

Maria Carolina Augusta van Bourbon-Sicilië (Wenen, 26 april 1822 - Londen, 6 december 1869) was een prinses der Beide Siciliën. 
Zij was het oudste kind en de enige dochter van Leopold, Prins van Salerno en diens vrouw Marie Clementine van Oostenrijk (een dochter van keizer Frans II). Zelf trouwde ze op 25 november 1844 te Napels met Hendrik van Orléans, een zoon van koning Lodewijk Filips van Frankrijk en van Marie Amélie van Bourbon-Sicilië. Maria Carolina en Hendrik waren volle neef en nicht.
Het paar kreeg de volgende kinderen:
1. Lodewijk Filip Marie Leopold, prins van Condé (1845–1866)
2. Hendrik Leopold Filip Marie, hertog van Guise (1847–1847)
3. François Paul, hertog van Guise (1852–1852)
4. François Louis d'Orléans, hertog van Guise (1854–1872)

Sinds Hendriks vader in 1848 gedwongen was de troon op te geven, leefde het gezin in Twickenham, Londen. Het paar had een gelukkig huwelijk, dat overschaduwd werd door de voortijdige dood van drie van hun vier kinderen, waaraan de nauwe bloedverwantschap van de beide ouders mogelijk debet is geweest. Prinses Maria Carolina overleed ook op jonge leeftijd, aan de gevolgen van tuberculose.